# Lily Yohannes
Lily Yohannes (Springfield, 12 juni 2007) is een voetbalspeelster uit de Verenigde Staten met Eritrese roots. Ze speelt als middenvelder voor OL Lyonnes in de Division 1. 

## Clubcarrière
Yohannes werd geboren in Springfieldin de staat Virginia uit Eritrese ouders. In 2017, op tienjarige leeftijd, vertrok ze met haar ouders en haar 2 broers naar Nederland. In haar jeugdjaren kwam Yohannes voor een jongensteam van WV-HEDW uit Amsterdam. Al snel werd ze gescout door Ajax en sindsdien maakte ze deel uit van het Ajax Vrouwen Talententeam.
Op 20 april 2023 tekende Yohannes haar eerste profcontract voor de club uit Amsterdam.
Vanaf het seizoen 2023/24 maakt Yohannes deel uit van de selectie van Ajax. Op 2 september 2023 maakte ze haar debuut door in de basis te starten in het met 2-5 verloren duel om de Nederlandse supercup 2023 tegen FC Twente. Op 1 oktober 2023 maakte Yohannes ook haar debuut in de Vrouwen Eredivisie in een 0-0 gelijkspel in een thuiswedstrijd tegen Telstar.
Haar eerste doelpunt voor Ajax maakte Yohannes in een met 5-2 gewonnen thuiswedstrijd tegen FC Utrecht op 5 november 2023.
Op 15 november 2023 maakte Yohannes haar debuut in de groepsfase van de Champions League met 2-0 gewonnen wedstrijd tegen Paris Saint-Germain. Ze was daarmee de jongste debutant ooit in de Champions League.
Op 5 juli 2025 tekende Yohannes een contract bij de Franse topclub OL Lyonnes. Ze maakte voor een recordbedrag de overstap naar de Franse landskampioen.

## Statistieken
| Seizoen | Club       | Land      | Competitie         | Wedstrijden | Doelpunten |
| ------- | ---------- | --------- | ------------------ | ----------- | ---------- |
| 2023/24 | Ajax       | Nederland | Vrouwen Eredivisie | 20          | 5          |
| 2024/25 | Ajax       | Nederland | Vrouwen Eredivisie | 19          | 6          |
| 2025/26 | OL Lyonnes | Frankrijk | Division 1         | 0           | 0          |
| Totaal  | Totaal     | Totaal    | Totaal             | 39          | 11         |

Laatste update: 11 november 2024

## Interlandcarrière
Yohannes kwam uit voor meerdere Amerikaanse jeugdelftallen. In november 2023 werd ze echter voor het eerst uitgenodigd voor een trainingsweek met Nederland onder 19. Doordat Yohannes geen Nederlands paspoort bezit mag ze echter niet uitkomen voor Nederlandse elftallen.
Yohannes debuteerde in juni 2024 voor Verenigde Staten in een oefenwedstrijd tegen Zuid-Korea. In dezelfde wedstrijd maakte ze gelijk haar eerste interlanddoelpunt door de eindstand op 3-0 te bepalen. Op 11 november 2024 maakte Yohannes de definitieve keuze om voor de Verenigde Staten uit te komen. Doordat ze enkel in een oefenwedstrijd in actie was gekomen, mocht ze haar interlandkeuze nog wijzigen naar Nederland. Yohannes besloot echter voor een interlandloopbaan in haar geboorteland te gaan.